# Bobby Rhine
Bobby Rhine (St. Louis, 18 aprile 1976 – Florida, 5 settembre 2011) è stato un calciatore statunitense, di ruolo attaccante.

## Biografia
È deceduto il 5 settembre 2011, all'età di 35 anni, a seguito di un attacco cardiaco durante una vacanza in Florida.

## Carriera
Ha militato per nove stagioni nel Dallas, compagine della MLS. Fra il 1999 e il 2000 è stato ceduto per tre volte in prestito (prima al Milwaukee Rampage, poi al New Orlaeans Storm e infine al Tennessee Rhythm). Si è ritirato dall'attività agonistica nel 2008.